# Marie-Antoine Carême
Marie-Antoine Carême (Paris, 8 de junho de 1783 — 12 de janeiro de 1833), também chamado de Antonin Carême, foi um ideólogo gastrônomico e chef de cozinha francês. Tornou-se conhecido pela simplificação e codificação do estilo de culinária chamado haute cuisine, ou alta gastronomia francesa, que é o centro da Culinária da França. Famoso como o "chef dos reis e o rei dos chefs", é comumente lembrado como o primeiro chef celebridade.

## Nomes
Ele foi batizado com o primeiro nome de Marie-Antoine — transliterado ao português como Maria Antônio — em homenagem à Virgem Maria e também a Maria Antonieta, rainha da França a partir de 1774.  Ele assinou seus livros até 1822 como M.A. Carême de Paris, mas a partir de 1828 adotou o nome de Antonin Carême de Paris.

## Biografia
Filho de pais indigentes, nasceu em Paris e lá foi abandonado em 1792, no auge do caos da Revolução Francesa. Trabalhou como auxiliar de cozinha em um restaurante barato parisiense, em troca de cama e comida. Em 1798, tornou-se aprendiz de Sylvain Bailly, um famoso pâtissier, proprietário de uma loja próxima ao Palais-Royal. Bailly logo reconheceu seu talento e ambição.
Carême ganhou fama em Paris por suas pièces montées, composições elaboradas usadas como arranjos de centro, que Bailly exibia na vitrine da pastelaria. Essas peças eram altas e feitas de material comestível como açúcar, marzipã e massa. Ele as modelava como templos, pirâmides e ruínas antigas, extraindo referências de livros de arquitetura histórica, que lia na Bibliothèque Nationale.  Utilizando seu conhecimento de arquitetura, combinado com sua genialidade culinária, alguns de seus trabalhos em açúcar eram tão elaborados que cortesãos podiam dançar sobre eles enquanto entretinham o rei.
Trabalhou criando arranjos para o diplomata e gourmet francês Charles Maurice de Talleyrand-Périgord, e também para outros membros da alta sociedade parisiense, incluindo Napoleão.
Embora famoso por sua indiferença com relação à comida, Napoleão entendia a importância das relações sociais no mundo da diplomacia. Em 1804, deu dinheiro a Talleyrand para a compra do Château de Valençay, uma vasta propriedade fora de Paris. O château deveria tornar-se uma espécie de centro de atividades diplomáticas. Quando Talleyrand mudou-se para lá, levou Carême consigo.
Talleyrand propôs um teste a Carême: criar um menu para o ano inteiro, sem repetição e usando apenas os produtos da estação. Carême passou no teste e completou seu treinamento na cozinha de Talleyrand. Após a queda de Napoleão, Carême foi para Londres e trabalhou como chef de cuisine para o Príncipe Regente, George IV. Retornando ao continente, serviu ao Czar Alexander I em São Petersburgo, antes de retornar à Paris, onde trabalhou como chef para o banqueiro James Mayer Rothschild.
Morreu em Paris, aos 50 anos de idade, e é lembrado como o fundador do conceito de alta gastronomia. Foi enterrado no Cemitério de Montmartre em Paris.

## Influência
Em sua primeira posição de destaque, Carême trabalhou como chef de cuisine para Talleyrand. Mais do que um patrão ou patrocinador, Talleyrand incentivou Carême a produzir um novo e refinado estilo de gastronomia, usando ervas e vegetais frescos, e simplificando molhos com o uso de menos ingredientes. A mesa de Talleyrand tornou-se famosa durante as negociações que se seguiram após a queda de Napoleão, no Congresso de Viena. Quando o Congresso acabou, tanto o mapa da Europa quanto os gostos culinários das classes mais altas foram totalmente modificados.
O impacto de Carême na gastronomia deu-se tanto no trivial quanto no teórico. Credita-se a ele a criação do tradicional chapéu de chef, o Toque; ele criou novos molhos e pratos, publicou uma classificação de todos os molhos em grupos, baseada nos quatro molhos básicos. Também é frequentemente citado como  responsável pela troca do serviço à francesa (em que todos os pratos são servidos juntos) pelo serviço à russa (em que os pratos são servidos um a um, na ordem impressa no cardápio), depois de retornar de seu período servindo à corte russa. Mas esta informação difere conforme a fonte.
Carême escreveu diversos trabalhos em gastronomia, sobre L'Art de la Cuisine Française (5 volumes, 1833–34), que incluíam, além de centenas de receitas, planejamento de cardápios, uma história da culinária francesa e instruções para organizar uma cozinha.

## Principais Trabalhos
- Carême, Marie Antonin (1833–1844). L'art de la cuisine française au dix-neuvième siècle. [S.l.]: Chez MM. J.  Renouard et Cie. LCC TX719.C27